# Nicholas McCrory
Nicholas McCrory (Durham (Carolina del Norte), Estados Unidos, 9 de agosto de 1991) es un clavadista o saltador de trampolín estadounidense especializado en plataforma de 10 metros, donde consiguió ser medallista de bronce olímpico en 2012 en los saltos sincronizados.

## Carrera deportiva
En los Juegos Olímpicos de 2012 celebrados en Londres (Reino Unido) ganó la medalla de bronce en los saltos sincronizados desde la plataforma de 10 metros, con una puntuación de 463 puntos, tras los chinos (oro con 483 puntos) y mexicanos, siendo su compañero de saltos David Boudia.